# خوسيه دييغو ألفاريز
خوسيه دييغو ألفاريز (بالإسبانية: José Diego Álvarez)‏ من مواليد 21 نوفمبر 1954 ،المعروف أيضاً بخوسيه دييغو لاعب كرة قدم إسباني متقاعد.لعب مع منتخب إسبانيا لكرة القدم كلاعب وسط.

## روابط خارجية
- خوسيه دييغو ألفاريز على موقع ناشيونال فوتبول تيمز (الإنجليزية)
- خوسيه دييغو ألفاريز على موقع عالم كرة القدم.نت (الإنجليزية)